# Tyschkiwka (Nowoukrajinka)
Tyschkiwka (ukrainisch Тишківка; russisch Тишковка Tischkowka) ist ein Dorf im Rajon Nowoukrajinka in der zentralukrainischen Oblast Kirowohrad. Es liegt in der Nähe des geografischen Mittelpunktes der Ukraine. Das Dorf erstreckt sich über eine Fläche von 6,662 km², die Einwohnerzahl beträgt 2666 (Stand: 2024). Nach einem Höchststand der Einwohnerzahl im Jahr 1973 von 7800 sinkt die Einwohnerzahl stetig. Die Postleitzahl von Tyschkiwka ist 27013.

## Geschichte
Das Territorium der heutigen Siedlung wurde bereits in der späten Jungsteinzeit von vielen sesshaften und wandernden Stämmen bewohnt. Entstanden ist die Siedlung schätzungsweise zwischen 1630 und 1650. Der Gründer war ein alter Kosake mit dem Namen Tyschko, der sich dort mit seiner Familie niederließ und nach dem die Siedlung benannt wurde. Tyschko nahm jeden geflohenen Kripak bei sich auf und gab dem eine Arbeit mit würdiger Bezahlung. Die Siedlung wurde immer größer. Seit 1667 wurde die Siedlung polnisch 1681 kam sie unter Kontrolle Russlands.
Am 10. Januar 1939 wurde Tyschkiwka zum Rajonzentrum des Rajons Tyschkiwka. Am 7. Juni 1957 wurde der Rajon Dobrowelytschkiwka gegründet und die Siedlung Tyschkiwka dem Verwaltungskreis des Rajons Dobrowelytschkiwka zugewiesen.

## Klima
Tyschkiwka liegt in der Waldsteppenzone; die klimatischen Bedingungen sind die gleichen wie in Dobrowelytschkiwka.

## Geographie
Tyschkiwka liegt 22 Kilometer von dem geographischen Mittelpunkt der Ukraine entfernt. Als genauer Mittelpunkt gilt ein Punkt etwa 700 Meter nordwestlich der Ortsgrenze von Dobrowelytschkiwka.
Die Siedlung liegt auf der südwestlichen Seite des Dneprhochlands (ukrainisch: Придніпровська височина) auf einer Höhe von 166 Metern über den Meeresspiegel. 21 Kilometer nördlich verläuft der Fluss Synjucha, 95 Kilometer südlich verläuft der Fluss Tschornyj Taschlyk.
In nördlicher Richtung der Hauptmagistrale entlang liegt die Siedlung Marjaniwka. In südlicher Richtung liegt Lypnjaschka. Die nächste Eisenbahnverbindung befindet sich 46 Kilometer südlich in Pomitschna.

## Verwaltungsgliederung
Am 12. Juni 2020 wurde das Dorf zum Zentrum der neugegründeten Landgemeinde Tyschkiwka (Тишківська сільська громада/Tyschkiwska silska hromada). Zu dieser zählen die 10 in der untenstehenden Tabelle aufgelisteten Dörfer, bis dahin bildete es zusammen mit den Dörfern Andrijiwka und Bohdaniwka die gleichnamige Landratsgemeinde Tyschkiwka (Тишківська сільська рада/Tyschkiwska silska rada) im Nordwesten des Rajons Dobrowelytschkiwka.
Am 17. Juli 2020 kam es im Zuge einer großen Rajonsreform zum Anschluss des Rajonsgebietes an den Rajon Nowoukrajinka.
Folgende Orte sind neben dem Hauptort Tyschkiwka Teil der Gemeinde:
| Name                     | Name           | Name                             |
| ukrainisch transkribiert | ukrainisch     | russisch                         |
| ------------------------ | -------------- | -------------------------------- |
| Andrijiwka               | Андріївка      | Андреевка (Andrejewka)           |
| Bohdaniwka               | Богданівка     | Богдановка (Bogdanowka)          |
| Fedoriwka                | Федорівка      | Фёдоровка (Fjodorowka)           |
| Hajiwka                  | Гаївка         | Гаевка (Gajewka)                 |
| Nowomychajliwka          | Новомихайлівка | Новомихайловка (Nowomichailowka) |
| Nowotyschkiwka           | Новотишківка   | Новотишковка (Nowotischkowka)    |
| Ossykowe                 | Осикове        | Осыково (Ossykowo)               |
| Pokasowe                 | Показове       | Показовое (Pokasowoje)           |
| Popiwka                  | Попівка        | Поповка (Popowka)                |
| Wirne                    | Вірне          | Верное (Wernoje)                 |

## Wirtschaft
Die Wirtschaft in Tyschkiwka ist fast nur auf die Landwirtschaft konzentriert. 92 % der beschäftigten sind in der Landwirtschaft tätig; 8 % in der Dienstleistungsbranche.